# Recours aux sources
Recours aux sources – Essais sur notre rapport au passé est un recueil de 11 essais (plus une « Ouverture » et un « Épilogue ») de l'historien Éric Bédard paru en 2011 chez Boréal. Dix des onze textes sont des reprises plus ou moins remaniées de textes parus antérieurement dans des revues ou des œuvres collectives.

## Propos
Dans l'ensemble de ces textes, l'auteur constate la tendance actuelle, au Québec, à considérer le passé d'avant la Révolution tranquille comme une période sombre, dépassée, dont nous n'aurions rien à apprendre et dont il faut même surtout se distancer, pour remettre en question certains axes de la foi inébranlable en la modernité – voire l'« hypermodernité » – qui en découle. Pour lui, il faut éviter une vision exclusivement téléologique de l'histoire (qui consiste à réinterpréter celle-ci en fonction du présent et d'un supposé « sens de l'histoire ») pour faire l'effort de se plonger dans les sources afin de voir ce qu'ont elles-mêmes à nous dire les personnes qui nous ont précédés et dont nous sommes les « héritiers ». « C'est un travail solitaire, souvent long et fastidieux, mais essentiel. » (p. 229).

## Résumés des essais
- Dans Dégénérations ? (I), il s'interroge sur le succès de la célèbre chanson de Mes Aïeux, laquelle tranche, justement, avec le discours dominant de mépris envers les générations passées. « Le registre identitaire n'est pas ici celui du combat militant mais davantage celui de la survivance, ce qui n'est pas sans rappeler le passage du politique au culturel qui se produisit au Québec après la défaite des Rébellions de 1837-1838. » (p. 29)
- Dans Passé dénationalisé, avenir incertain (II), il critique le nouveau programme d'histoire proposé par le ministère de l'Éducation en 2006, qui passe sous silence plusieurs moments-clés de l'histoire des Canadiens français (notamment l'épisode des Patriotes) et qui semble surtout animé par le souci quasi obsessif de présenter le Québec comme une terre « moderne, ouverte sur le monde ». « Cette histoire de la modernité, résumons-la. Il y eut d'abord la préhistoire autochtone, beau moment d'innocence d'une humanité qui ne connaissait pas la concurrence et qui vivait dans un temps de légendes et de mythes. Il y eut ensuite le Moyen Âge français, avec son colonialisme et sa tyrannie. Cet absolutisme rétrograde fut renversé par les révolutions libérale et capitaliste, qui se heurtèrent toutefois à la Grande Dépression des années 1930, d'où l'avènement de l'État-providence. Mais cela va-t-il durer? Où va notre modernité? Lourdes questions posées dans le dernier chapitre. » (p. 41–42)
- Dans L'héritage impossible (III), l'auteur parle des tendances actuelles, dans le milieu québécois de l'histoire, à s'attarder aux grands courants de sociétés et aux interprétations du sens de l'histoire plus qu'aux individus et à une simple recherche des faits bruts. Il traite notamment de la grande influence du professeur Maurice Séguin (1918-1984) à cet égard.
- Dans Pierre Falardeau et Denys Arcand, lecteurs de Maurice Séguin (IV), l'auteur présente les œuvres de ces deux cinéastes québécois, qui admiraient tous les deux l'œuvre et la pensée de l'historien Maurice Séguin. Les deux cinéastes ont en effet tourné plusieurs films historiques ou traitant directement ou indirectement de la situation des Québécois comme peuple minoritaire aux prises avec le problème de la modernité. « Chez Séguin comme chez Arcand, il n'y a ni idées, ni héros, ni volontés assez fortes pour renverser le cours de l'histoire. » (p. 75)
- Dans La trudeauisation des esprits (IV), l'auteur décrit en détail la vision de l'histoire de Pierre Elliott Trudeau (1919-2000) et la façon dont celle-ci s'est incarnée dans sa politique, avec pour résultat une vision du Canada tournée vers l'avenir où les querelles nationalistes ont laissé place à une coexistence universaliste et post-nationaliste rendue possible non pas par la reconnaissance des droits des peuples mais par la reconnaissance des droits individuels. Il expose le fait que cette vision n'avait pas touché la mouvance souverainiste avant la déclaration de Jacques Parizeau sur « les votes ethniques » en 1995, et que dès lors, au contraire, même les souverainistes se sont évertués à séparer le « nationalisme ethnique » du « nationalisme civique ». « Il m'arrive souvent de me demander comment des militants souverainistes intelligents et sincères en sont venus à proposer un idéal de société aussi proche de celui de l'ancien premier ministre canadien. » (p. 102–103)
- Dans Duplessis ressuscité au petit écran (V), l'auteur traite de l'élaboration, de la réception et du sens de la série Duplessis de Denys Arcand, qui a connu un grand succès en 1978 et a ranimé le débat sur ce personnage controversé de l'histoire du Québec et sur notre rapport au passé. « Il y a tout lieu de croire que cette dramatique de Mark Blandford arrivait au bon moment : aux yeux de plusieurs, dont le premier ministre René Lévesque, il fallait sortir Maurice Duplessis du purgatoire dans lequel les révolutionnaires tranquilles l'avaient trop longtemps tenu et ainsi reprendre contact avec une autre histoire du Québec. » (p. 128)
- Dans René Lévesque et l'alliance avec les bleus (VII), l'auteur traite des origines du Parti québécois et de la façon dont il a récupéré, en quelque sorte, les anciens partisans de l'Union nationale. « Une lecture le moindrement attentive des écrits laissés par René Lévesque nous le montre réfractaire aux idées véhiculées par le RIN, et beaucoup plus proche, dans les faits, de la vision pondérée et réaliste des fondateurs du Regroupement national, dont certains chefs de file allaient devenir des collaborateurs de premier plan. » (p. 138–139)
- Dans Octobre ou la thérapie de choc (VIII), l'auteur analyse les deux grands courants qui ont animé le Front de libération du Québec (FLQ) dans les années 1960, soit la « veine millénariste » et sa foi dans un monde meilleur après la Révolution s'inscrivant dans l'« histoire longue », et la « veine spontanéiste », moins portée sur les discours et plus axée sur l'action directe et rapide, voire irréfléchie. « La découverte du cadavre de Pierre Laporte aura un retentissement extraordinaire. Les imaginations en seront saisies, mais l'événement n'aura pas l'effet escompté. Il marquera au contraire la fin du spontanéisme et d'un certain romantisme révolutionnaire québécois. » (p. 158)
- Dans Ethnie : terme fâcheux... (IX), l'auteur traite du problème qui se pose aux souverainistes qui veulent militer pour leur idéal tout en évacuant la notion de « nation » ou d'« ethnie ». « L'un de ces jugements consiste à affirmer que ce qui ne communie pas explicitement au libéralisme moderniste ou à un universalisme désincarné penche à coup sûr du côté d'un ethnicisme rétrograde. » (p. 170)
- Dans Un jésuite au ministère de l'Éducation (X), l'auteur décrit la pensée de Pierre Angers (1912-2005), « qui inspira une nouvelle conception de la pédagogie dite active et fut l'une des premières têtes pensantes du Conseil supérieur de l'éducation, institué en 1964 ». Il en profite pour faire valoir le fait que malgré des idées très répandues, les hommes d'Église des années 1950 et 1960 pouvaient aussi avoir une pensée très moderne, voire avant-gardiste, et il conclut en énonçant des réserves à l'égard de la doctrine de cet homme qui, après avoir fustigé une pédagogie non ancrée dans la réalité, en prônait une autre qui relève en fait d'une autre utopie. « Penser qu'on augmentera la réussite scolaire en transformant radicalement l'évaluation, en évitant le stigmate du redoublement et, surtout, en révolutionnant la pédagogie; croire qu'on pourra freiner le décrochage scolaire sans toucher au ratio maître/élèves, sans valoriser l'effort, le mérite et le travail, sans interpeller en premier lieu les élèves et leurs parents; se persuader que l'échec scolaire résulte de l'école elle-même [...], telle fut la grande utopie à laquelle souscrivit Pierre Angers, qui aurait pu faire sien le slogan révolutionnaire par excellence d'une époque : “Du passé, faisons table rase!” » (pp. 202-203)
- Dans Penser le conservatisme canadien-français (XI), l'auteur reprend des idées qu'il développe dans Les Réformistes en invitant le lecteur à se sortir des grilles d'analyse courantes de l'histoire du XIXe siècle axées soit sur le progrès du libéralisme, soit sur le progrès industriel, afin d'essayer de comprendre « le conservatisme canadien comme doctrine politique et sensibilité philosophique, [qui] se situe dans un angle mort de notre historiographie. “Victime” du téléologisme moderniste libéral ou marxien, la sensibilité conservatrice trouve très peu de commentateurs attentifs qui chercheraient à la comprendre en elle-même et pour elle-même. La lecture hypermoderniste du passé qui façonne les représentations historiques depuis les années 1960 fait souvent du conservatisme l'Autre de la bonne pensée moderne – pour reprendre un concept à la mode. » (p. 206)
- Enfin, dans La question de Dany Laferrière (épilogue), l'auteur raconte avec humilité une anecdote s'étant déroulée lors d'une émission de radio à laquelle participait aussi cet autre auteur québécois, pour enchaîner avec une réflexion sur le rôle spécifique des historiens qui se sont peut-être trop laissés emporter, depuis deux générations, vers une vision exclusivement sociologique ou anthropologique de leur métier. « Aux profanes, c'est-à-dire à ceux pour qui l'histoire n'est pas une profession, il paraîtra élémentaire de le rappeler : avant de savoir ce que l'on doit penser du passé, ce qui est davantage le rôle des philosophes, des sociologues ou des politologues, il faut des spécialistes pour donner à voir à leurs contemporains, avec le plus de rigueur et de précision possible, ce qui s'est passé. Ce que le grand public attend de nous, ce n'est pas de répéter ce que d'autres historiens ont pu penser de tel ou tel épisode, mais, plus simplement, de rendre compte du contexte, des événements et des acteurs qui ont orienté le destin d'une collectivité. Cette attente me semble légitime. » (p. 228–229)